# Nissan Sunny
O Nissan Sunny (Japonês: 日産・サニー, Hepburn: Nissan Sanī) foi um automóvel construído pela montadora japonesa Nissan entre 1966 até 2004. No começo dos anos 80, a marca passou de Datsun para Nissan, seguindo o padrão dos demais modelos da empresa. Apesar da produção do Sunny no Japão ter sido terminado em 2004, o nome continua em uso na China e nos países do CCG para uma versão remodelada do Nissan Almera.
Em 2011, "Nissan Sunny" foi a denominação do Nissan Versa lançada no mercado chinês.
Em 2013, eram comercializadas na Índia versões equipada com transmissão continuamente variável (Câmbio CVT).